# Елисвил (Мисисипи)
Елисвил (енгл. Ellisville) град је у америчкој савезној држави Мисисипи.

## Демографија
По попису из 2010. године број становника је 4.448, што је 983 (28,4%) становника више него 2000. године.
| Група             | 2000.         | 2010.         |
| Белци             | 2.323 (67,0%) | 2.729 (61,4%) |
| Афроамериканци    | 1.071 (30,9%) | 1.572 (35,3%) |
| Азијати           | 6 (0,2%)      | 15 (0,3%)     |
| Хиспаноамериканци | 51 (1,5%)     | 97 (2,2%)     |
| Укупно            | 3.465         | 4.448         |